# Peritoma arborea
Peritoma arborea är en paradisblomsterväxtart som först beskrevs av Thomas Nuttall, John Torrey och A.Gray, och fick sitt nu gällande namn av Hugh Hellmut Iltis. Peritoma arborea ingår i släktet Peritoma och familjen paradisblomsterväxter.

## Underarter
Arten delas in i följande underarter:
- P. a. angustata
- P. a. globosa

## Bildgalleri

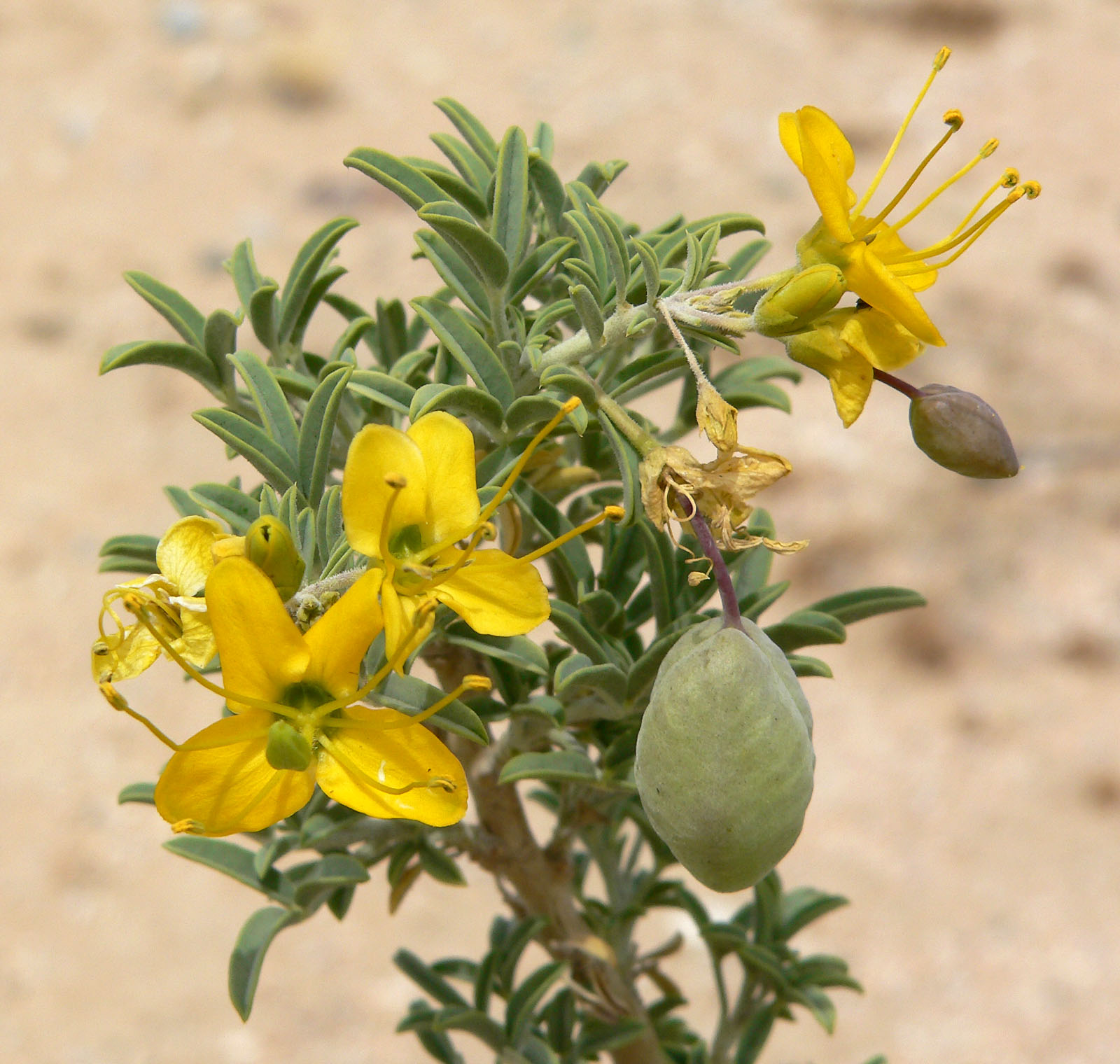
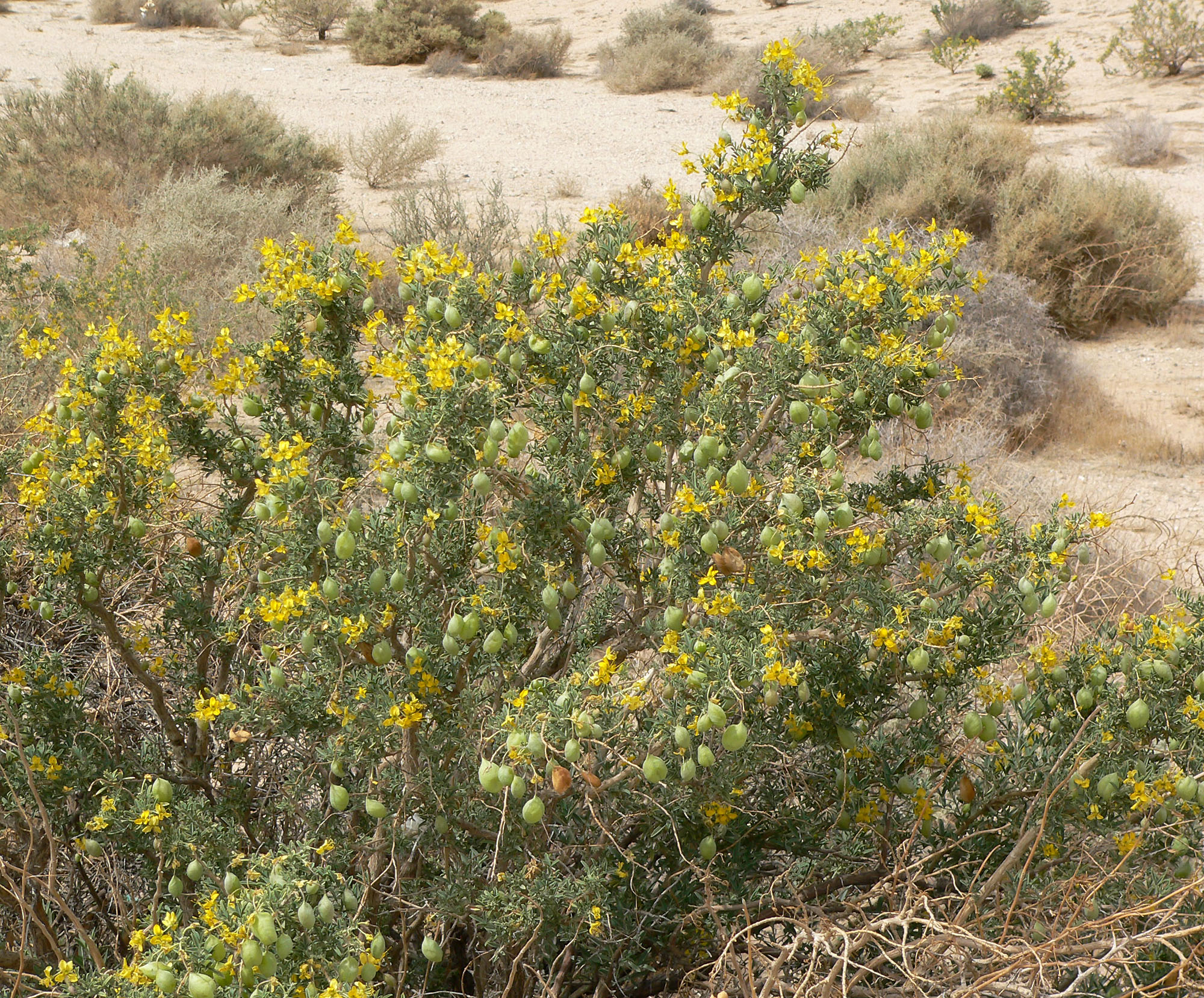
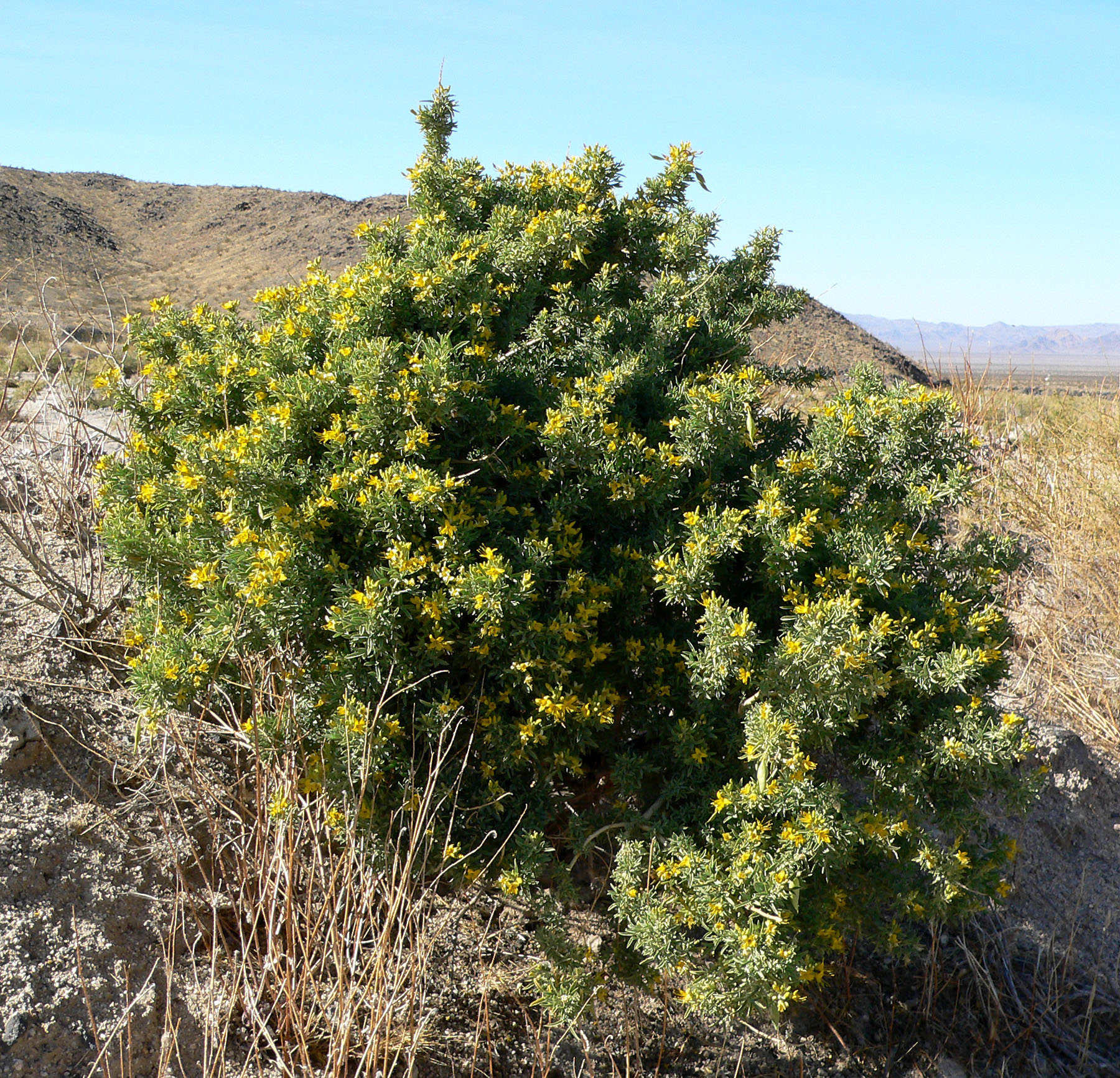
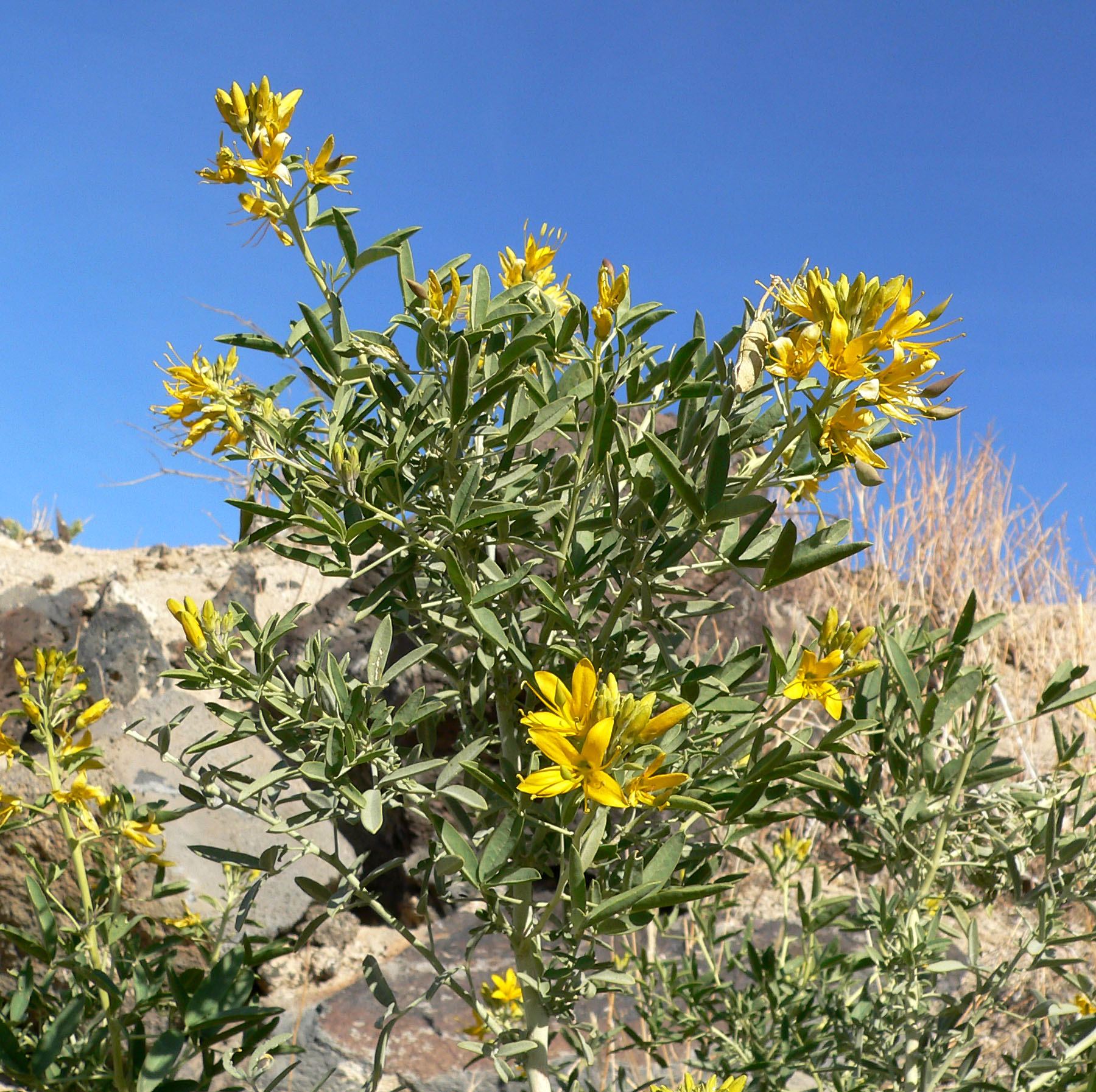
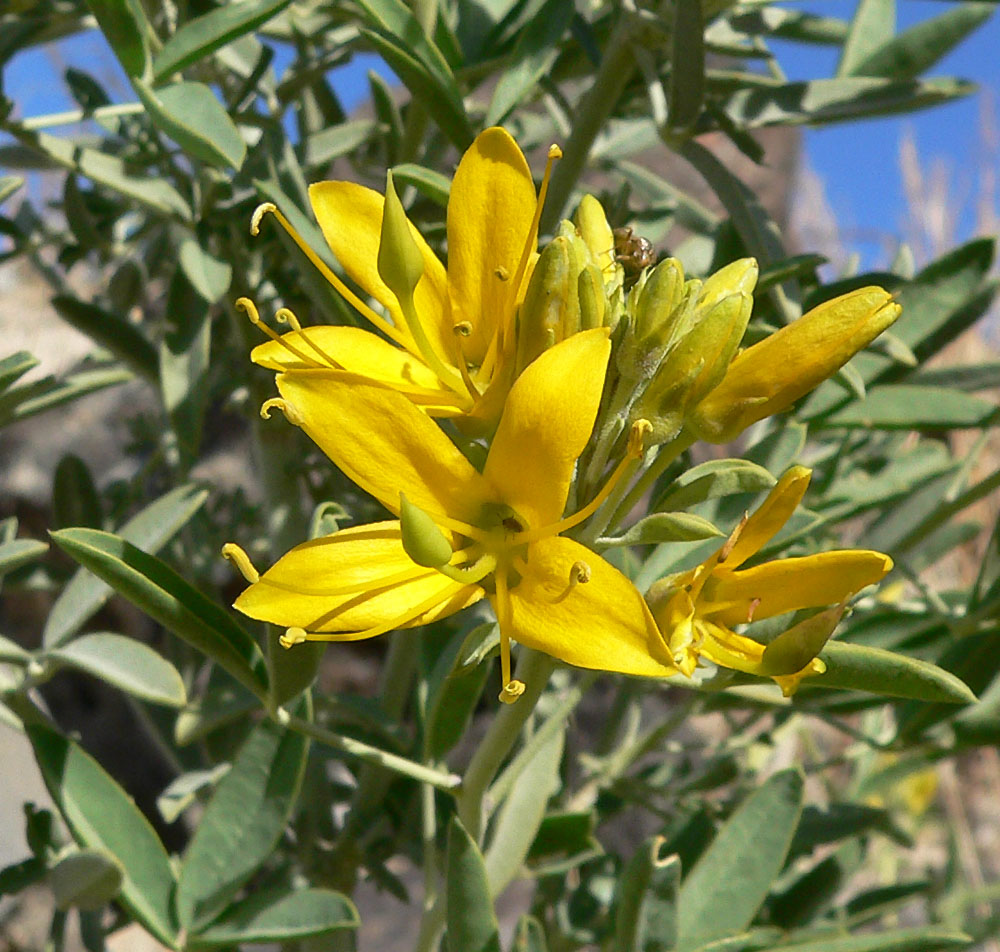
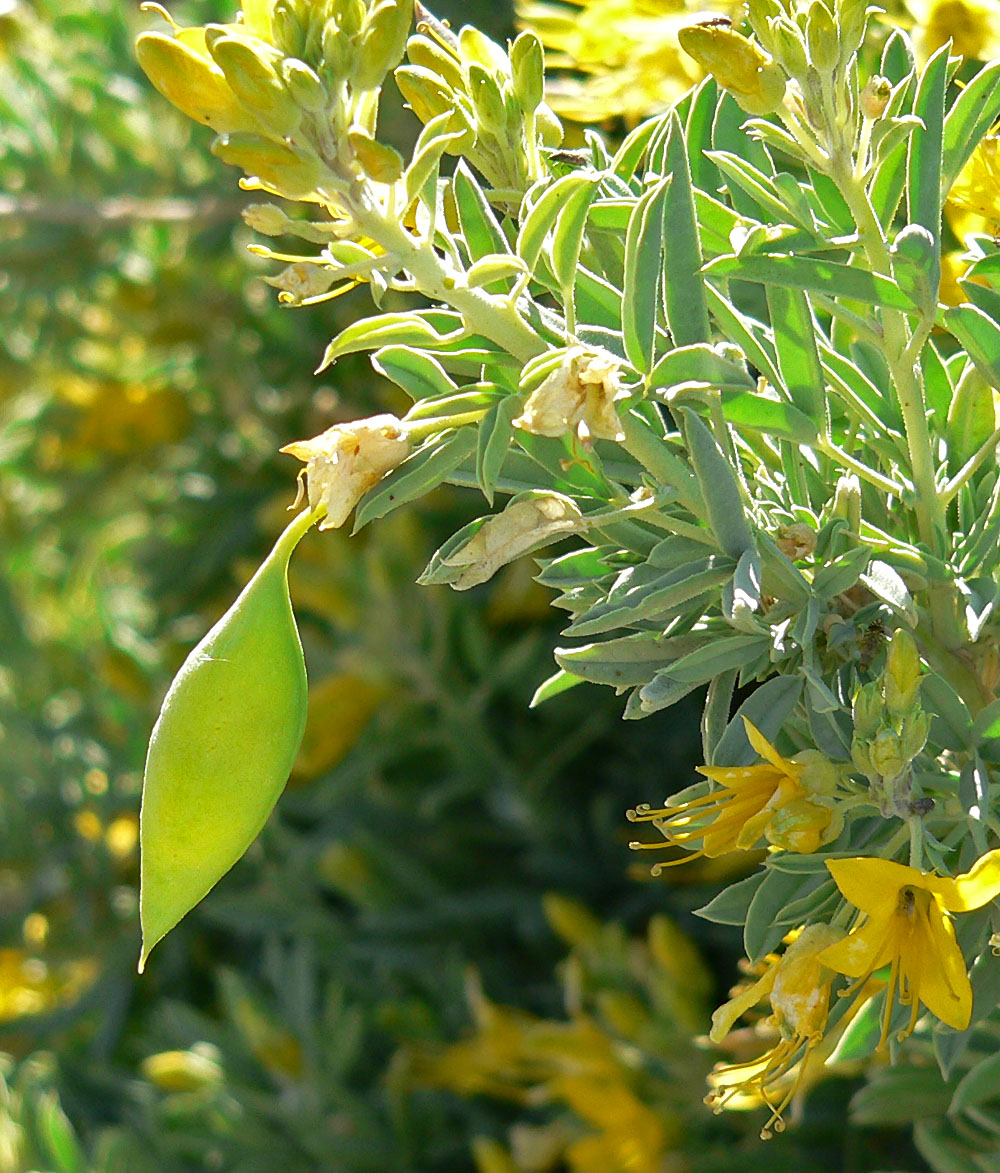